# Notacanthella quadrata
Notacanthella quadrata is een haft uit de familie Ephemerellidae. De wetenschappelijke naam van de soort is voor het eerst geldig gepubliceerd in 2004 door Kluge & Zhou.
De soort komt voor in het Oriëntaals gebied.